# Megaleuctra flinti
Megaleuctra flinti is een steenvlieg uit de familie naaldsteenvliegen (Leuctridae). De wetenschappelijke naam van de soort is voor het eerst geldig gepubliceerd in 1973 door Baumann.